# Dalmatika
Dalmatika je duga tunika širokih rukava, koja služi kao liturgijsko ruho u Katoličkoj Crkvi i nekim drugim protestantskim zajednicama. Vlastito je odijelo đakona koje se koristi u liturgiji. Iako danas rijetko, mogu ju nositi i biskupi iznad albe i ispod misnice te se tada naziva pontifikalna dalmatika.

## Upotreba
Poput misnice koju nose svećenici, to je vanjsko ruho i trebalo bi odgovarati liturgijskoj boji dana. Dalmatika je često izrađena od istog materijala i ukrasa kao i misnica, tako da čine odgovarajući par.
Đakon oblači dalmatiku iznad albe i štole, s time da štolu nosi na lijevom ramenu, preko prsa te ju pričvršćuje na desni bok. 

## Podrijetlo
Dalmatika je izvorno bila vunena odjeća pastira iz Dalmacije. U Rim ju je donosi car Komod, te tako postaje odijelom patricijske nošnje. Kao liturgijska odjeća prvi puta se pojavljuje tijekom 3. stoljeća na freskama u Priscilinim katakombama gdje je prikazan biskup odjeven u dalmatiku i misnicu. Papa Silvestar I. dao je rimskim đakonima pravo nositi dalmatiku, jer su bili ređeni za službu biskupu, te su se tako i odijelom razlikovali od drugog klera. Spis Quaestionu Veteris et Novi Testamenti iz 370. godine pomalo ironično piše da: "Danas đakoni nose dalmatike poput biskupa. Nošenje dalmatike postalo je privilegij koji su davale pape." Sličan postupak nalazimo kod Grgura Velikog i Stjepana II. Širenjem rimske liturgije u Galiju prezbiteri počinju nositi također dalmatike ispod misnice na što je reagirao Rim. Ordo Romanus iz 10. stoljeća govori da samo kardinali đakoni tj. sedam rimskih regionalnih đakona imaju pravo kao prezbiteri nositi dalmatike.

## Izgled
Dalmatika nije izgubila puno od svog izvornog oblika. Poslije 11. stoljeća je skraćena, a tijekom 12. stoljeća dobila je bočne proreze, koji su tijekom 16. stoljeća dopirali do pazuha. U 16. stoljeću otvoreni su i rukavi, pa bi poprimila oblik križa kada se raširi. Boja joj je bila bijela s dvije grimizne vrpce koje su se usporedno spuštale s prednje i stražnje strane. Tijekom 12. stoljeća počinju se izrađivati i u drugim bojama. Zbog svog prvotnog bijelog izgleda smatrana je odjećom radosti te su ju odlagali u pokorničke dane. Uz dalmatiku sve do odredbe Ivana XXIII., đakon bi na lijevoj podlaktici nosio manipul.

## Alegorijsko tumačenje
Raban Mauro opisuje dalmatiku alegorijskim tumačenjem. „Toj je odjeća u obliku križa i označuje Gospodnju muku.“ Sličnim je riječima opisuje i Amalarije iz Metza.

## Sekularna uporaba
Dalmatiku odijevaju danas i engleski monarsi prilikom krunjenja, a isto su činili i ruski carevi.

## Vinko Pribojević o dalmatici
U knjizi "O podrijetlu i slavi Slavena" Vinko Pribojević je naveo: "Dalmatinci su (kako potvrđuje sv. Toma) prvi uveli u običaj "dalmatike", koje crkveno ruho presveta rimska crkva posvuda na svijetu upotrebljava kod svečanog misnog slavlja do naših dana. Kod Rimljana se naime, kako navodi Ivan Balbo, oni, koji su nosili kićene haljine, nazivahu dalmaticati. Zato kaže Lampridije o caru Komodu: Izašao je u javnost dalmaticatus. Dalmatinci su doista u stara vremena, kako navodi Kalepino, nosili hidote, tj. svilene haljine s rukavima omaštene bojom, koja se danas naziva dalmask. Te se haljine nazivaju i makrohere, tj. haljine dugih rukava."